# (14343) 1984 SM5
A (14343) 1984 SM5 a Naprendszer kisbolygóövében található aszteroida. Henri Debehogne fedezte fel 1984. szeptember 18-án.